# Apomys hylocetes
Apomys hylocetes är en däggdjursart som beskrevs av Edgar Alexander Mearns 1905. Apomys hylocetes ingår i släktet Apomys och familjen råttdjur. Inga underarter finns listade.
Denna gnagare förekommer på ön Mindanao som tillhör Filippinerna. Arten vistas i bergstrakter mellan 1900 och 2500 meter över havet. Habitatet utgörs främst av fuktiga skogar men Apomys hylocetes uppsöker även angränsande områden.